# 艾爾薩耶德冰川
75°40′S 141°52′W / 75.667°S 141.867°W
艾爾薩耶德冰川（英語：El-Sayed Glacier）是南極洲的冰川，位於瑪麗伯德地，全長24公里，流經聰齊赫山東北坡，最終在雪莉山南坡注入蘭德冰川，根據美國地質調查局的測量和美國海軍的空中照片被繪入地圖。